# Chiesa di Sant'Antonino Martire (Lozza)
La chiesa di Sant'Antonino Martire è la parrocchiale di Lozza, in provincia di Varese ed arcidiocesi di Milano; fa parte del decanato di Azzate.

## Storia
La prima citazione di una chiesa a Lozza risale al 1488, mentre dagli atti relativi alle visite pastorali compiute nei secoli XVI e XVII s'apprende che essa era compresa nella pieve foraniale di Carnago.
Nella relazione della visita pastorale dell'arcivescovo di Milano Giuseppe Pozzobonelli del 1747, si legge che a servizio della cura d'anime v'erano il parroco e un sacerdote cappellano mercenario, che i fedeli ammontavano a 520 e che la parrocchiale, in cui aveva sede la confraternita del Santissimo Sacramento, aveva come filiali gli oratori della Beata Vergine Maria Immacolata Concezione, di Santa Caterina in località Gornate Superiore, di San Michele e dei Santi Nazario e Celso.

Nella Nota parrocchie Stato di Milano del 1781 si legge che, al censimento dell'anno precedente, i fedeli risultavano essere 296 e che il reddito ammontava a circa 658 lire.
Nel 1829 venne impartita la benedizione sulle nuove campane da installare sulla torre e nel 1845, viste le pessime condizioni in cui versava, la chiesa fu sottoposta a una radicale ristrutturazione e risistemazione.
Nel 1901 l'arcivescovo Andrea Carlo Ferrari, compiendo la sua visita pastorale, annotò che il reddito era pari a 827 lire, che il numero dei fedeli era 886 e che la parrocchiale, compresa nel vicariato di Carnago e in cui avevano sede la confraternita del Santissimo Sacramento, la pia unione delle Figlie di Maria, la compagnia di San Luigi Gonzaga e i Terziari Francescani, aveva alle proprie dipendenze le cappelle di Santa Caterina Vergine e Martire, della Santa Croce, della Madonna Immacolata e di San Michele.

In quello stesso anno iniziarono i lavori di ampliamento della chiesa, che furono poi terminati nel 1903; nel 1910 la copertura del campanile fu dotata di balaustre e di una statua come coronamento, mentre nel 1930 la facciata venne completata tramite la collocazione di quattro statue.
Nel 1972, con la riorganizzazione territoriale dell'arcidiocesi, la chiesa passò dal vicariato di Carnago al decanato di Varese, per poi essere aggregata il 2 maggio 1974 al decanato di Azzate. Il 10 marzo 2022 la parrocchia entrò a far parte della comunità pastorale "Santa Teresa Benedetta della Croce", formata dalle parrocchie dei comuni di Gazzada Schianno, Lozza e Morazzone.

## Descrizione

### Facciata
La facciata della chiesa è suddivisa da una cornice marcapiano, dotata centralmente di un fregio con metope e triglifi, in due registri, entrambi scanditi da lesene; quello inferiore, più largo, presenta nel mezzo il portale d'ingresso, sopra il quale si legge l'iscrizione "D.O.M. SS. MARIAE V. ET B. ANTONINO M. DICATUM", e nelle due ali laterali altrettante nicchie ospitanti le statue raffiguranti Sant'Antonino e Santa Giovanna d'Arco; quello superiore, coronato dal timpano triangolare a sua volta sormontato da una croce di ferro, è caratterizzato da una serliana e da due nicchie in cui trovano posto le statue di San Pietro e di San Paolo.

### Interno
L'interno della chiesa, abbellito da diverse decorazioni, è composto da un'unica navata, sulla quale s'aprono le due cappelle laterali; al termine del presbiterio si sviluppa l'abside di forma semicircolare.

Opere di pregio qui conservate sono le statue raffiguranti San Giuseppe e San Luigi Gonzaga, la rappresentazione di Sant'Antonino martirizzato, un lacerto d'affresco con la Madonna in trono con Gesù Bambino, gli stucchi dell'abside ritraenti i Quattro Evangelisti, l'affresco avente come soggetto il Battesimo di Cristo e quelli raffiguranti i Santi Agostino, Ambrogio, Gregorio Magno e Gerolamo e l'altare laterale della Madonna della Cintura.